# Фелисово (Костромская область)
Фелисово — деревня в Расловском сельском поселении Судиславского района Костромской области России.

## География
Деревня расположена на берегу реки Чернега.

## История
Согласно Спискам населенных мест Российской империи в 1872 году деревня Филисово относилась к 2 стану Костромского уезда Костромской губернии. В ней числилось 9 дворов, проживало 34 мужчины и 32 женщины.
Согласно переписи населения 1897 года в деревне Филисово проживало 82 человека (40 мужчин и 42 женщины).
Согласно Списку населенных мест Костромской губернии в 1907 году деревня Филисово относилась к Шишкинской волости Костромского уезда Костромской губернии. По сведениям волостного правления за 1907 год в ней числилось 16 крестьянских дворов и 68 жителей. Основным занятием жителей деревни, помимо земледелия, была работа чернорабочими.
До муниципальной реформы 2010 года деревня входила в состав Долматовского сельского поселения Судиславского района.

## Население
| 1872 | 1897 | 1907 | 2008 | 2010 | 2014 |
| ---- | ---- | ---- | ---- | ---- | ---- |
| 66   | ↗82  | ↘68  | ↘10  | ↘8   | →8   |